# 605 Juvisia
605 Juvisia
605 Juvisia là một tiểu hành tinh ở vành đai chính. Nó được Max Wolf phát hiện ngày 27.8.1906 ở Heidelberg và được đặt theo tên Juvisy-sur-Orge, Pháp, nơi có đài thiên văn của nhà thiên văn học Camille Flammarion.